# Liste der Kulturdenkmale in Probstzella
In der Liste der Kulturdenkmale in Probstzella sind alle Kulturdenkmale der thüringischen Gemeinde Probstzella (Landkreis Saalfeld-Rudolstadt) und ihrer Ortsteile aufgelistet (Stand: 12. Februar 2013).

## Arnsbach
Einzeldenkmale
| Bild            | Bezeichnung      | Lage    | Datierung | Beschreibung | ID |
| --------------- | ---------------- | ------- | --------- | ------------ | -- |
| Fotos hochladen | Wohnhaus         | (Karte) |           |              |    |
| BW              | Ehemalige Schule | (Karte) |           |              |    |

## Döhlen
Einzeldenkmale

| Bild                           | Bezeichnung            | Lage    | Datierung | Beschreibung | ID |
| ------------------------------ | ---------------------- | ------- | --------- | ------------ | -- |
| weitere Bilder Fotos hochladen | Kirche mit Ausstattung | (Karte) |           |              |    |

## Großgeschwenda
Denkmalensemble

| Bild            | Bezeichnung                                                                                                 | Lage    | Datierung | Beschreibung | ID |
| --------------- | --- | ------- | --------- | ------------ | -- |
| Fotos hochladen | Denkmalensemble „Anger Großgeschwenda“ mit Nr. 7, 9, 11, 13, 15, 16, 17, 18, 20, 21, 22, 23, 25, 27, 29, 37 | (Karte) |           |              |    |

Einzeldenkmale

| Bild                           | Bezeichnung                                               | Lage    | Datierung | Beschreibung | ID |
| ------------------------------ | --------------------------------------------------------- | ------- | --------- | ------------ | -- |
| weitere Bilder Fotos hochladen | Kirche mit Ausstattung                                    | (Karte) |           |              |    |
| Fotos hochladen                | Gehöft/Bestandteil Denkmalensemble „Anger Großgeschwenda“ | (Karte) |           |              |    |
| Fotos hochladen                | Gehöft/Bestandteil Denkmalensemble „Anger Großgeschwenda“ | (Karte) |           |              |    |
| Fotos hochladen                | Hofanlage                                                 | (Karte) |           |              |    |

## Kleinneundorf
Einzeldenkmale

| Bild            | Bezeichnung | Lage    | Datierung | Beschreibung | ID |
| --------------- | ----------- | ------- | --------- | ------------ | -- |
| Fotos hochladen | Gehöft      | (Karte) |           |              |    |
| Fotos hochladen | Gehöft      | (Karte) |           |              |    |

## Laasen
Einzeldenkmale

| Bild                           | Bezeichnung            | Lage    | Datierung | Beschreibung | ID |
| ------------------------------ | ---------------------- | ------- | --------- | ------------ | -- |
| weitere Bilder Fotos hochladen | Kirche mit Ausstattung | (Karte) |           |              |    |
| Fotos hochladen                | Wohnhaus               | (Karte) |           |              |    |
| Fotos hochladen                | Wohnhaus               | (Karte) |           |              |    |

## Lichtentanne
Denkmalensemble

| Bild            | Bezeichnung                             | Lage    | Datierung | Beschreibung | ID |
| --------------- | --------------------------------------- | ------- | --------- | ------------ | -- |
| Fotos hochladen | Denkmalensemble „Ortslage Lichtentanne“ | (Karte) |           |              |    |

Einzeldenkmale

| Bild                           | Bezeichnung                                                                    | Lage    | Datierung | Beschreibung | ID |
| ------------------------------ | ------------------------------------------------------------------------------ | ------- | --------- | ------------ | -- |
| Fotos hochladen                | Agentenschleuse südwestlich des Ortes                                          | (Karte) |           |              |    |
| weitere Bilder Fotos hochladen | Dorfkirche mit Ausstattung/Bestandteil Denkmalensemble „Ortslage Lichtentanne“ | (Karte) |           |              |    |
| Fotos hochladen                | Wohnstallhaus/Bestandteil Denkmalensemble „Ortslage Lichtentanne“              | (Karte) |           |              |    |
| Fotos hochladen                | Wohnstallhaus/Bestandteil Denkmalensemble „Ortslage Lichtentanne“              | (Karte) |           |              |    |

Bodendenkmale

| Bild            | Bezeichnung          | Lage    | Datierung | Beschreibung | ID |
| --------------- | -------------------- | ------- | --------- | ------------ | -- |
| Fotos hochladen | Burgstelle Herrenhof | (Karte) |           |              |    |

## Limbach
Einzeldenkmale

| Bild            | Bezeichnung | Lage    | Datierung | Beschreibung | ID |
| --------------- | ----------- | ------- | --------- | ------------ | -- |
| Fotos hochladen | Hofanlage   | (Karte) |           |              |    |

## Marktgölitz
Einzeldenkmale

| Bild                           | Bezeichnung                                                   | Lage    | Datierung | Beschreibung | ID |
| ------------------------------ | ------------------------------------------------------------- | ------- | --------- | ------------ | -- |
| weitere Bilder Fotos hochladen | Brücke über die Loquitz                                       | (Karte) |           |              |    |
| Fotos hochladen                | Ehemaliger Eisenhammer (Brauerei)                             | (Karte) |           |              |    |
| Fotos hochladen                | Wohnhaus/Bestandteil Sachgesamtheit „Ehemaliger Eisenhammer“  | (Karte) |           |              |    |
| Fotos hochladen                | Empfangsgebäude Bahnhof                                       | (Karte) |           |              |    |
| weitere Bilder Fotos hochladen | Kirche mit Ausstattung, Friedhof mit historischen Grabsteinen | (Karte) |           |              |    |
| Fotos hochladen                | Pfarrhaus                                                     | (Karte) |           |              |    |

## Oberloquitz
Einzeldenkmale

| Bild                           | Bezeichnung                 | Lage    | Datierung | Beschreibung | ID |
| ------------------------------ | --------------------------- | ------- | --------- | ------------ | -- |
| weitere Bilder Fotos hochladen | Kirche mit Ausstattung      | (Karte) |           |              |    |
| Fotos hochladen                | Wohnstallhaus               | (Karte) |           |              |    |
| Fotos hochladen                | Pfarrhaus                   | (Karte) |           |              |    |
| Fotos hochladen                | Wohnhaus (ehemalige Schule) | (Karte) |           |              |    |
| Fotos hochladen                | Villa                       | (Karte) |           |              |    |

## Pippelsdorf
Einzeldenkmale

| Bild            | Bezeichnung                  | Lage    | Datierung | Beschreibung | ID |
| --------------- | ---------------------------- | ------- | --------- | ------------ | -- |
| BW              | Nebengebäude                 | (Karte) |           |              |    |
| Fotos hochladen | Nebengebäude                 | (Karte) |           |              |    |
| Fotos hochladen | Gasthof zum „Thüringer Wald“ | (Karte) |           |              |    |
| Fotos hochladen | Wohnhaus                     | (Karte) |           |              |    |

## Probstzella
Einzeldenkmale

| Bild                           | Bezeichnung                                                                                       | Lage    | Datierung | Beschreibung        | ID |
| ------------------------------ | ------------------------------------------------------------------------------------------------- | ------- | --------- | ------------------- | -- |
| Fotos hochladen                | Grenzturm (ehemaliger Führungsstand) südöstlich von Probstzella in Richtung Falkenstein           | (Karte) |           | Infotafel eingefügt |    |
| weitere Bilder Fotos hochladen | Haus des Volkes                                                                                   | (Karte) | 1925      |                     |    |
| Fotos hochladen                | Garagen/Bestandteil des Kulturdenkmals „Haus des Volkes mit Park und Nebengebäuden sowie Garagen“ | (Karte) |           |                     |    |
| Fotos hochladen                | Villa                                                                                             | (Karte) |           |                     |    |
| Fotos hochladen                | Villa                                                                                             | (Karte) |           |                     |    |
| Fotos hochladen                | Gehöft                                                                                            | (Karte) |           |                     |    |
| Fotos hochladen                | Gehöft                                                                                            | (Karte) |           |                     |    |
| Fotos hochladen                | Pfarrhaus mit Nebengebäuden                                                                       | (Karte) |           |                     |    |
| weitere Bilder Fotos hochladen | Kirche mit Ausstattung                                                                            | (Karte) |           | St.-Lorenz-Kirche   |    |

## Reichenbach
Einzeldenkmale

| Bild                           | Bezeichnung            | Lage    | Datierung | Beschreibung | ID |
| ------------------------------ | ---------------------- | ------- | --------- | ------------ | -- |
| weitere Bilder Fotos hochladen | Kirche mit Ausstattung | (Karte) |           |              |    |
| Fotos hochladen                | Gehöft                 | (Karte) |           |              |    |

## Roda
Einzeldenkmale

| Bild            | Bezeichnung | Lage    | Datierung | Beschreibung | ID |
| --------------- | ----------- | ------- | --------- | ------------ | -- |
| Fotos hochladen | Gehöft      | (Karte) |           |              |    |

## Schaderthal
Einzeldenkmale

| Bild            | Bezeichnung | Lage    | Datierung | Beschreibung | ID |
| --------------- | ----------- | ------- | --------- | ------------ | -- |
| Fotos hochladen | Mühle       | (Karte) |           |              |    |

## Schlaga
Einzeldenkmale

| Bild                           | Bezeichnung            | Lage    | Datierung | Beschreibung                                                                   | ID |
| ------------------------------ | ---------------------- | ------- | --------- | ------------------------------------------------------------------------------ | -- |
| weitere Bilder Fotos hochladen | Kirche mit Ausstattung | (Karte) |           |                                                                                |    |
| BW                             | Wohnstallhaus          | (Karte) |           | Fehler bei der Adressangabe, denn als Schlaga Nr. 8 ist die Kirche verzeichnet |    |

## Unterloquitz
Einzeldenkmale

| Bild                           | Bezeichnung            | Lage    | Datierung | Beschreibung | ID |
| ------------------------------ | ---------------------- | ------- | --------- | ------------ | -- |
| weitere Bilder Fotos hochladen | Kirche mit Ausstattung | (Karte) |           |              |    |
| Fotos hochladen                | Ehemaliger Gasthof     | (Karte) |           |              |    |
| Fotos hochladen                | Pfarrhaus              | (Karte) |           |              |    |

## Zopten
Einzeldenkmale

| Bild            | Bezeichnung          | Lage    | Datierung | Beschreibung                          | ID |
| --------------- | -------------------- | ------- | --------- | ------------------------------------- | -- |
| Fotos hochladen | Wohnstallhaus        | (Karte) |           |                                       |    |
| Fotos hochladen | Winkelhof            | (Karte) |           |                                       |    |
| Fotos hochladen | Wohnhaus             | (Karte) |           | offener Vierseithof mit Felsenkellern |    |
| Fotos hochladen | Ehemaliges Forsthaus | (Karte) |           |                                       |    |

## Quelle
- Denkmalliste des Landkreises Saalfeld-Rudolstadt. (PDF; 632 kB) kreis-slf.de